# 埃塞·埃辛加
埃塞·埃辛加（Eise Jeltes Eisinga，1744年2月21日—1828年8月27日）是一位弗里斯兰的业余天文学家，他在位於荷蘭共和國弗拉訥克的家中建造了埃塞·艾新加天文馆。該天文館內有太阳系仪。截至2021年，该天文馆仍然存在，是世界上正在运行的天文馆中歷史最悠久的天文館。